# Kreuzungstyp
Unter einem Kreuzungstyp oder Paarungstyp versteht man bei Pilzen ein Selbstinkompatibilitätssystem, das unabhängig vom Geschlecht die Entstehung von Nachfahren von genetisch gleichen oder ähnlichen Eltern verhindert.
Das Geschlecht wird bei Pilzen darüber definiert, welche Zelle des Myzels den Zellkern spendet („männlich“) und welche den Zellkern empfängt („weiblich“). Pilze, deren Myzelien nur Kernspenderzellen oder nur Kernempfängerzellen ausbilden, sind somit eingeschlechtlich und man nennt sie diözisch (zweihäusig). Im Gegensatz dazu gibt es einhäusige Pilze, deren Myzelien sowohl Kernspenderzellen als auch Kernempfängerzellen beinhalten.
Die Kreuzungstypen bestimmen unabhängig vom Geschlecht, welche Zellen miteinander kompatibel sind. Dabei können nur Geschlechtszellen miteinander fusionieren, wenn sie unterschiedliche Geschlechter haben und zusätzlich unterschiedlichen Kreuzungstyps sind. Bei höheren Pilzen (Dikarya) wird der Kreuzungsfaktor über den „mating-type-Locus“ (kurz: MAT) bestimmt.
Bei manchen Pilzgruppen (z. B. bei einigen Ständerpilzen) gibt es nicht nur zwei Kreuzungstypen, sondern mehrere. Das wird dadurch realisiert, dass es von dem MAT-Locus gleich mehrere Allele gibt. Es gibt auch höhere Pilze, wie z. B. der Maisbeulenbrand, in denen es nicht nur ein, sondern zwei unabhängige mating-type-Loci a und b gibt. Man spricht dann von „bipolaren Kreuzungstyp-Loci“ bzw. „tetrapolaren  Kreuzungstyp-Loci“. A- und b-Locus sind auf zwei verschiedenen Chromosomenpaaren kodiert. Es müssen beide MAT-Loci unterschiedlich sein, um sich zu verpaaren, sodass statistisch nur ein Viertel der Individuen als Paarungspartner in Frage kommt.